# Regione Metropolitana di Norte/Nordeste Catarinense
La regione metropolitana Norte/Nordeste Catarinense era una regione metropolitana brasiliana, nello Stato di Santa Catarina, creata con la legge complementare statuale nº 162 del 1998 ed estinta con la legge complementare statuale nº 381 del 2007. Aveva sede nella città di Joinville. La popolazione, compresi i comuni dell'area di espansione metropolitana, ammontava a circa 1.100.000 di abitanti, che la facevano essere la regione metropolitana maggiore dello Stato, oltre che la sua maggior concentrazione industriale. La zona era stata colonizzata prevalentemente da tedeschi, norvegesi, italiani, svizzeri, portoghesi e polacchi. L'area della regione ha un'alta qualità della vita, con molte città ai vertici delle classifiche per Indice di sviluppo umano.

## Comuni
| Regione metropolitana | Regione metropolitana | Regione metropolitana |
| Comune                | Popolazione (ab.)     | Superficie (km²)      |
| --------------------- | --------------------- | --------------------- |
| Joinville             | 496 051               | 496                   |
| Araquari              | 21 974                | 402                   |
| Totale                | 518 025               | 898                   |

| Area d'espansione      | Area d'espansione | Area d'espansione |
| Comune                 | Popolazione (ab.) | Superficie (km²)  |
| ---------------------- | ----------------- | ----------------- |
| Jaraguá do Sul         | 131 786           | 533               |
| São Bento do Sul       | 76 604            | 496               |
| Mafra                  | 52 082            | 1 404             |
| Rio Negrinho           | 44 542            | 908               |
| São Francisco do Sul   | 38 699            | 493               |
| Guaramirim             | 30 481            | 268               |
| Itaiópolis             | 20 181            | 1 295             |
| Barra Velha            | 19 225            | 140               |
| Papanduva              | 17 258            | 760               |
| Massaranduba           | 13 592            | 373               |
| Garuva                 | 13 305            | 501               |
| Corupá                 | 12 925            | 405               |
| Campo Alegre           | 12 787            | 496               |
| Itapoá                 | 12 410            | 257               |
| Schroeder              | 11 779            | 144               |
| Monte Castelo          | 8 165             | 562               |
| Balneário Barra do Sul | 7 934             | 110               |
| São João do Itaperiú   | 3 502             | 152               |